# Pueblo County
Pueblo County ist ein Bezirk im Süden des US-Bundesstaates Colorado. Der Verwaltungssitz ist die Stadt Pueblo.

## Geographie
Pueblo County umfasst ein Gebiet von 6210 Quadratkilometern. Davon sind 0,38 Prozent, also 23 Quadratkilometer, Wasser. Das Gebiet des Pueblo County liegt am westlichen Rand der Great Plains und ist vor allem durch Steppe geprägt.
Das County wird vom Office of Management and Budget zu statistischen Zwecken als Pueblo, CO Metropolitan Statistical Area geführt.

## Demografische Daten

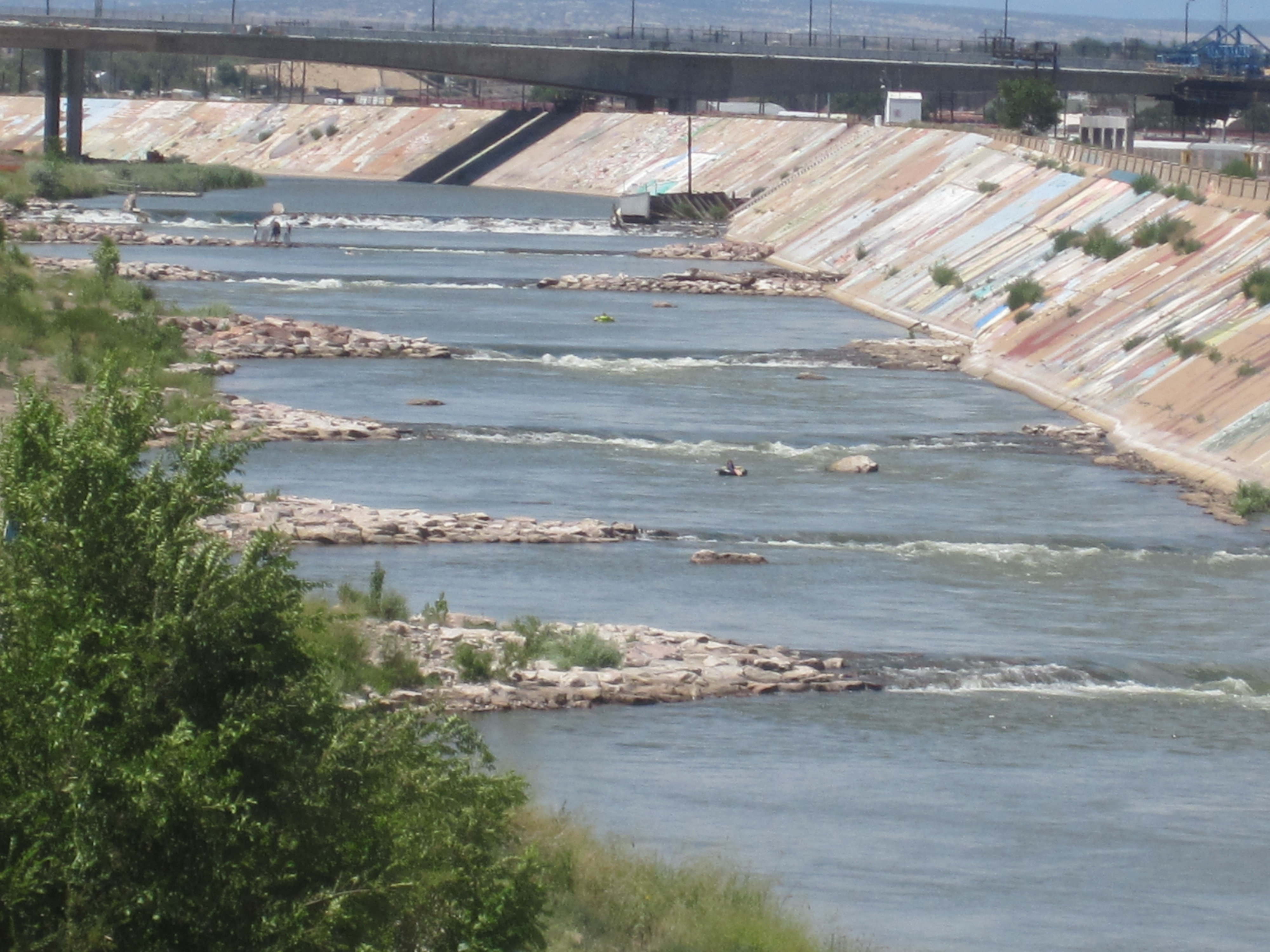
Oberlauf des Arkansas Rivers

Nach der Volkszählung im Jahr 2000 lebten im County 141.472 Menschen. Es gab 54.579 Haushalte und 37.332 Familien. Die Bevölkerungsdichte betrug 23 Einwohner pro Quadratkilometer. Ethnisch betrachtet setzte sich die Bevölkerung zusammen aus 79,47 Prozent Weißen, 1,90 Prozent Afroamerikanern, 1,59 Prozent amerikanischen Ureinwohnern, 0,65 Prozent Asiaten, 0,07 Prozent Bewohnern aus dem pazifischen Inselraum und 12,93 Prozent aus anderen ethnischen Gruppen; 3,38 Prozent stammten von zwei oder mehr Ethnien ab. 37,97 Prozent der Gesamtbevölkerung waren spanischer oder lateinamerikanischer Abstammung.
Von den 54.579 Haushalten hatten 31,5 Prozent Kinder und Jugendliche unter 18 Jahre, die bei ihnen lebten. 50,1 Prozent waren verheiratete, zusammenlebende Paare, 13,3 Prozent waren allein erziehende Mütter. 31,6 Prozent waren keine Familien. 26,6 Prozent waren Singlehaushalte und in 11,1 Prozent lebten Menschen im Alter von 65 Jahren oder darüber. Die Durchschnittshaushaltsgröße betrug 2,52 und die durchschnittliche Familiengröße lag bei 3,04 Personen.
Auf das gesamte County bezogen setzte sich die Bevölkerung zusammen aus 25,8 Prozent Einwohnern unter 18 Jahren, 9,4 Prozent zwischen 18 und 24 Jahren, 27,2 Prozent zwischen 25 und 44 Jahren, 22,4 Prozent zwischen 45 und 64 Jahren und 15,2 Prozent waren 65 Jahre alt oder darüber. Das Durchschnittsalter betrug 37 Jahre. Auf 100 weibliche Personen kamen 95,8 männliche Personen, auf 100 Frauen im Alter ab 18 Jahren kamen statistisch 92,5 Männer.
Das jährliche Durchschnittseinkommen eines Haushalts betrug 32.775 USD, das Durchschnittseinkommen der Familien betrug 40.130 USD. Männer hatten ein Durchschnittseinkommen von 31.514 USD, Frauen 22.967 USD. Das Pro-Kopf-Einkommen betrug 17.163 USD. 14,9 Prozent der Bevölkerung und 11,2 Prozent der Familien lebten unterhalb der Armutsgrenze. Darunter waren 19,7 Prozent der Bevölkerung unter 18 Jahren und 8,7 Prozent der Einwohner ab 65 Jahren.

## Sehenswürdigkeiten

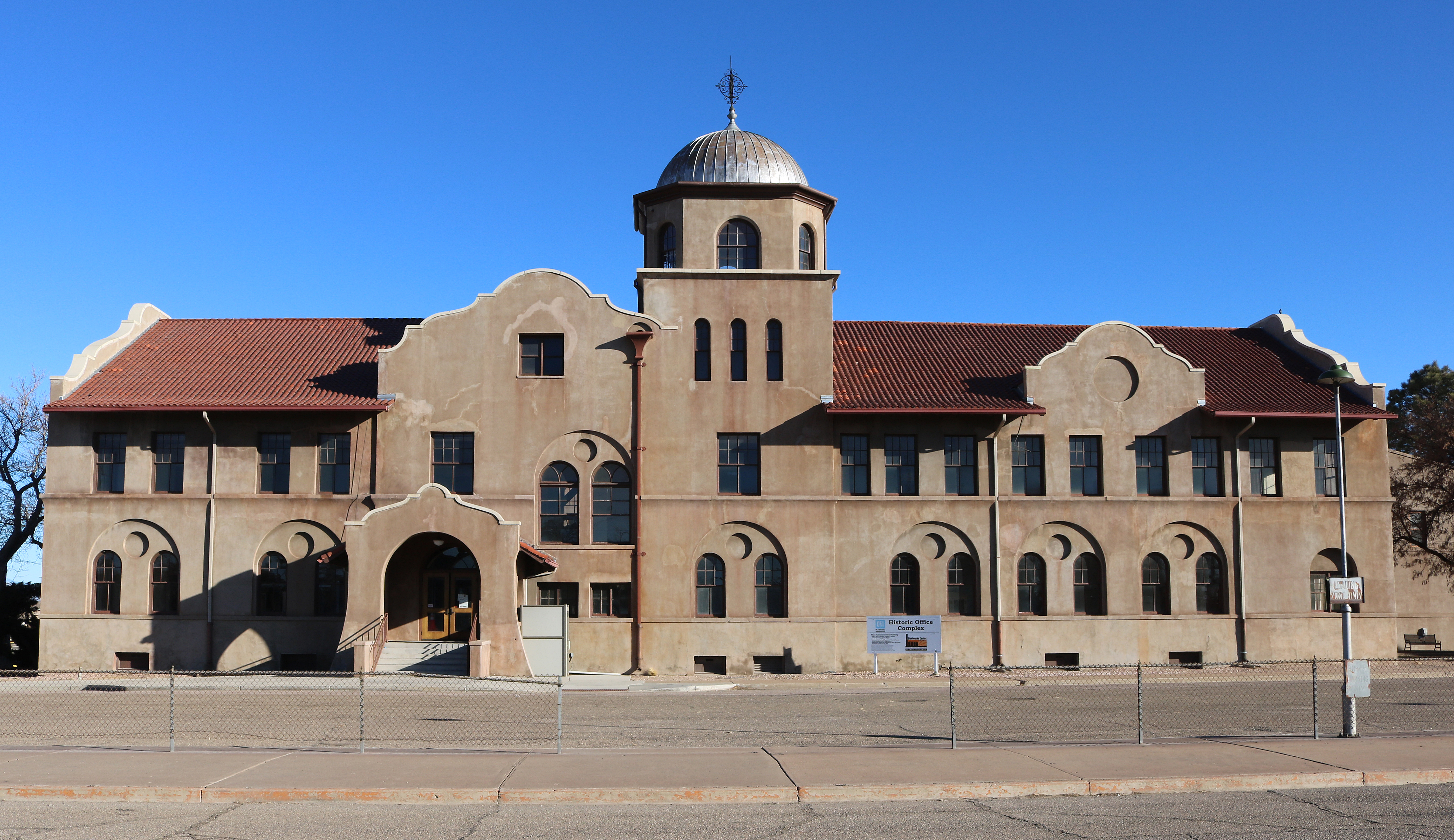
Verwaltungsgebäude im National Historic Landmark Minnequa Steel Works Office Building and Dispensary, Colorado Fuel and Iron Company (2021). Diese Stätte besteht aus dem Verwaltungsgebäude und der Werksapotheke des ehemaligen Stahlunternehmens Colorado Fuel and Iron Company. Im Januar 2021 erhielt das Gebäudeensemble den Status eines National Historic Landmarks zuerkannt.

67 Bauwerke, Stätten und historische Bezirke (Historic Districts) im Pueblo County sind im National Register of Historic Places („Nationales Verzeichnis historischer Orte“; NRHP) eingetragen (Stand 26. September 2022), wobei die Minnequa Steel Works Office Building and Dispensary, Colorado Fuel and Iron Company den Status eines National Historic Landmarks („Nationales historisches Wahrzeichen“) haben.

## Orte im Pueblo County
- Avondale
- Baxter
- Beulah
- Beulah Valley
- Blende
- Boone
- Bragdon
- Bronquist
- Burnt Mill
- Cedar Crest
- Cedar Grove
- Cedarwood
- Colorado City
- Cuerna Verde Park
- Devine
- Eden
- Fearnowville
- Fort Reynolds
- Goodnight
- Goodpasture
- Greenhorn
- Hamlet
- Henkel
- Hobson
- Lombard Village
- Nepesta
- North Avondale
- Nyberg
- Piñon
- Pueblo
- Pueblo West
- Rye
- Salt Creek
- Siloam
- Stem Beach
- Stone City
- Swallows
- Valley View
- Vineland
- Whiterock
- Wild Horse